# FC Nitra
Der FC Nitra ist ein slowakischer Fußballverein aus Nitra. Der Verein spielt gegenwärtig in der 4. Liga.

## Geschichte
Der erste Fußballklub in Nitra wurde 1909 gegründet (Nyitrai ÖTTSO). In den Jahren 1959, 1970, 1979, 1986 stieg Nitra in die erste tschechoslowakische Liga auf, in der die Mannschaft in der Regel vier Jahre vertreten war. Nach fünf Jahren in der zweiten slowakischen Liga spielt Nitra seit 2005 wieder in der ersten slowakischen Liga. Der FC Nitra nahm bislang viermal an europäischen Wettbewerben teil, zuletzt in der Spielzeit 2010/11 an der UEFA Europa League. Die Gesamtbilanz: 10 Spiele, 4 Siege, 1 Unentschieden, 5 Niederlagen, 19:18 Tore.
Im Januar 2021 stiegen die deutschen Investoren Peter Hammer und Nik Schwarz beim FC Nitra ein und es wurden im selben Monat mit Yanni Regäsel, Sinan Kurt, Ekin Çelebi, Ramzi Ferjani, Ole Käuper, Benjamin Kindsvater, Eroll Zejnullahu und Oliver Bias acht deutsche Spieler verpflichtet. Hammer und Schwarz zogen sich jedoch nach wenigen Wochen wieder zurück, nachdem Abmachungen mit dem vorherigen Eigentümer nicht eingehalten worden waren. Der FC Nitra sollte am Ende der Saison 2020/21 als Tabellenletzter in die 2. Liga absteigen, jedoch wurde dem Verein die Lizenz verweigert. Daher spielt Nitra in der 3. Liga West. Nachdem Ole Käuper Anfang Mai 2021 seinen Vertrag aufgrund fehlender Gehaltszahlungen aufgelöst hatte, folgte in der Sommerpause Sinan Kurt.

## Sportliche Erfolge
- 1961/62 – 2. Platz in der 1. tschechoslowakischen Liga

## Vereinsnamen
- 1909–1911: Nyitrai ÖTTSO (Nyitrai Önkéntes Tűzoltó Testület Sportosztálya)
- 1911–1919: Nyitrai TVE
- 1919–1921: Nyitrai SC
- 1921–1923: SK Nitra
- 1923–1948: AC Nitra
- 1948–1949: Sokol Nitra
- 1949: ZSJ Sokol spojené závody Nitra
- 1949–1953: ZK KP Nitra
- 1953–1956: DSO Slavoj Nitra
- 1956–1966: TJ Slovan Nitra
- 1966–1976: AC Nitra
- 1976–1990: TJ Plastika Nitra
- 1990–heute: FC Nitra

## Trainer
- Jozef Jarabinský (1985–1986)
- Pavel Hapal (2007–2008)

## Spieler
- Ľubomír Moravčík (1976–1990)
- Jozef Kukučka (1979–1983)
- Igor Demo (1990–1994, 2006)
- Henrich Benčík (1997–1998, 1999–2000, 2013)